# Cerkiew Trójcy Świętej w Tomsku
Cerkiew Trójcy Świętej – prawosławna cerkiew w Tomsku, w jurysdykcji eparchii tomskiej Rosyjskiego Kościoła Prawosławnego. 

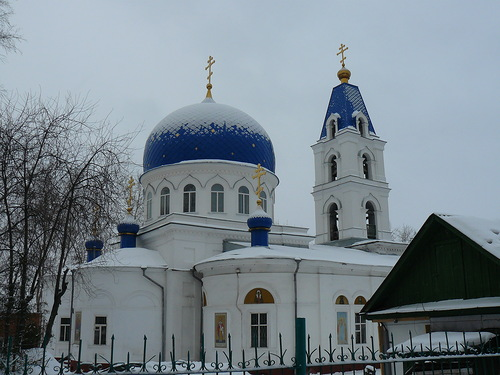

Świątynia została wzniesiona w latach 1836–1844 według projektu K. Gurskiego dla parafii jednowierczej, z fundacji P. Pozdiejewa. Budynek poświęcił w roku zakończenia budowy biskup tomski Atanazy. W 1858 i 1888 do głównej bryły świątyni dostawiono dwa ołtarze boczne św. Haralampiusza z Magnezji oraz św. Dymitra Sołuńskiego. 
W latach 1936–1937, po zamknięciu cerkwi Zmartwychwstania Pańskiego w Tomsku, do swojego aresztowania, w świątyni służył ostatni przed wielką czystką biskup tomski – Serafin (Szamszew). Budowla została odebrana wiernym we wrześniu 1939 i zaadaptowana na garaż, a następnie na piekarnię. Rosyjski Kościół Prawosławny odzyskał cerkiew w 1945. Obiekt został odremontowany przez wiernych i ponownie poświęcony 15 lutego 1946.